# Alta Gracia
La ciudad de Alta Gracia es la cabecera del departamento Santa María, provincia de Córdoba, Argentina.
Está a 36 km al sudoeste de la capital provincial, en el amplio Valle de Paravachasca, entre los faldeos orientales de la Sierra Chica al oeste y la llanura pampeana al este, surcada por el arroyo Chicamtoltina, tributario del río Anisacate y sistemáticamente contaminado por el vertido de las lagunas sanitarias que arrojan sus desechos sin el adecuado tratamiento.
La ciudad, de unos 65 000 habitantes, es un conocido centro turístico debido a su patrimonio arquitectónico, ya que en su área central se encuentra el casco de una antigua estancia jesuítica. 
Dentro de la ciudad se puede apreciar una innumerable cantidad de edificaciones y huellas del pasado jesuítico como la Iglesia principal de la ciudad, la Residencia (hoy museo del Virrey Liniers), el Tajamar, la Hornilla y los Paredones. Otros importantes sitios históricos para recorrer son El museo del Che Guevara, la casa de Manuel de Falla, la Gruta de Nuestra Señora de Lourdes, la vieja estación de trenes y la identidad de una ciudad con una extensa y colorida historia.
Posee un plácido y saludable clima casi todo el año que atrae a viajeros y turistas, motivo por el cual el turismo es uno de sus principales recursos económicos. Además de la actividad principal que es la prestación de servicios turísticos y el comercio a nivel zonal, posee pequeñas industrias alimentarias (bebidas) y textiles (fabricación de ponchos).

## Historia

### Población originaria y administración jesuita

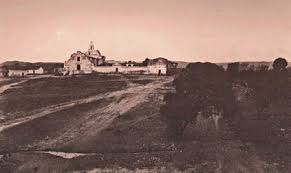
Imagen histórica de Alta Gracia

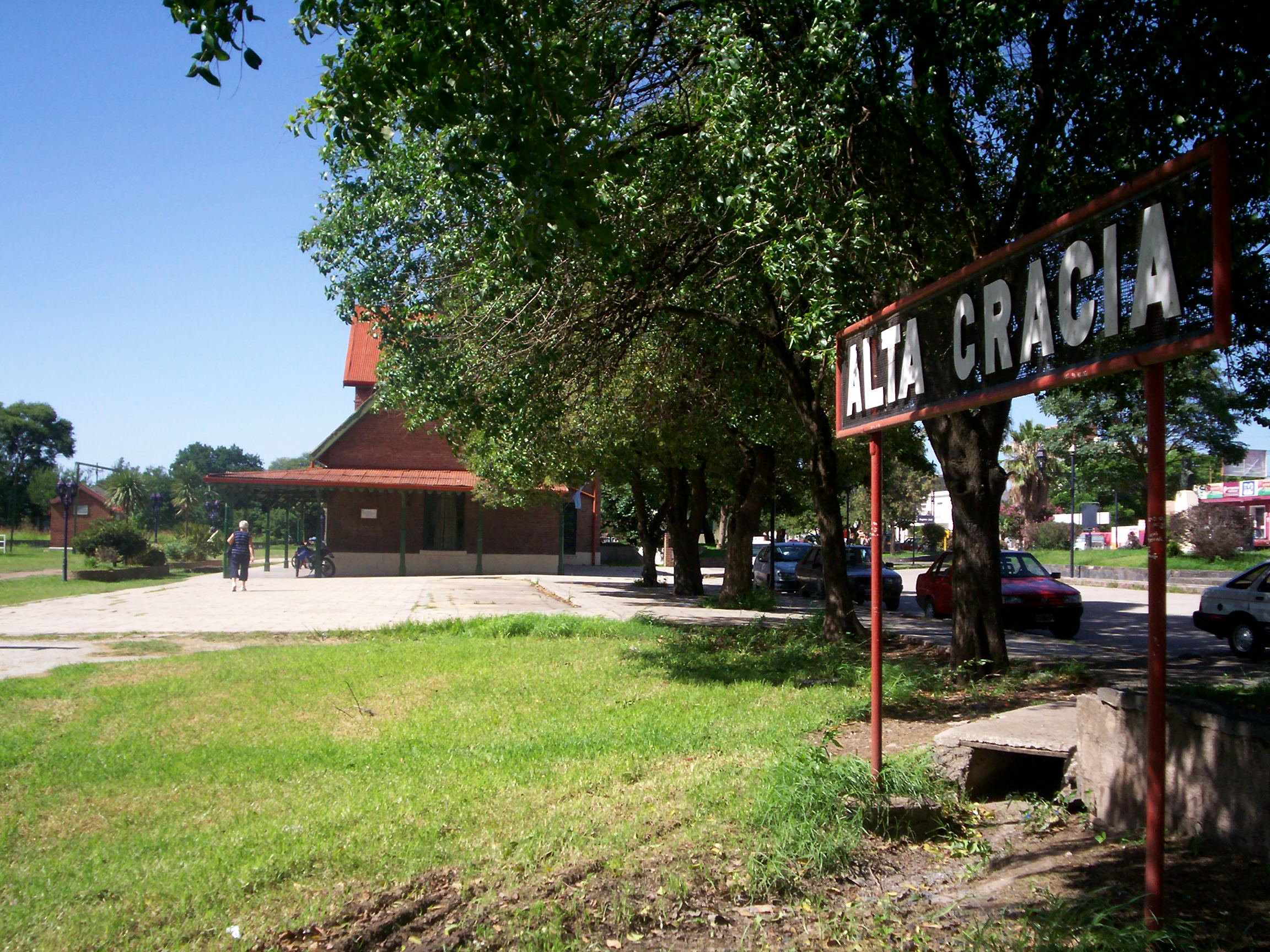
Estación Alta Gracia, ferrocarril Mitre (actual Registro Civil).

La población originaria denominó a la zona Paravachasca, en quechua "Lugar de vegetación enmarañada" o "lluvias a destiempo" según interpretaciones de la toponimia. Sus primeros pobladores fueron los Runa, autodenominados Camiares, y llamados Comechingones por los europeos,  significando "habitantes de los sótanos, de las cuevas", probablemente en alusión a sus viviendas de palo y paja, excavadas en las barrancas de los cursos de agua o semientradas en grutas que hacían en las rocas. Luego de su contacto cultural con los Runa Sanavirones, originarios del norte cordobés, aprendieron el cultivo por regadío, domesticaron llamas y vicuñas y practicaron la caza y la pesca. 
Los españoles llegaron a la zona, encabezados por Jerónimo Luis de Cabrera, y fundaron la ciudad de Córdoba. Las acciones de conquista llevadas a cabo en la zona, consiguieron una tarea que cambiaría el destino de las tierras y sus pobladores nativos. Fiel colaborador español como intérprete de la lengua entre nativos y conquistadores, Juan Nieto, recibe como premio a su actuación, una Merced de Tierras, que abarcaban la zona de Paravachasca. El acto de entrega fue el 8 de abril de 1588, ese día comienza la colonización de la zona, Juan Nieto inicia la explotación de la encomienda, habilitando casas, ranchos y corrales de piedra. Hizo una pequeña Estancia, a la que llamó Potrero de San Ignacio de Manresa, la que según diversos autores, era de gran extensión. Llegaba al oeste hasta la cumbre de las sierras y hacia el este, hasta el camino existente de Córdoba a Anisacate. Al morir Juan Nieto, en 1609, su viuda contrajo enlace con Alonso Nieto de Herrera, quien no tenía parentesco con el anterior, y queda como único heredero de esta extensa propiedad al fallecer su esposa e hijastra. En recuerdo de un Santuario de Garrovillas de Alconetar (Extremadura, España), dedicado al culto de la Virgen de la Alta Gracia, de quien era muy devoto, rebautiza con su nombre a la zona.
Hombre de fe cristiana, en 1643, resuelve ingresar a la Compañía de Jesús, donando todos sus bienes a los jesuitas. Al hacerse cargo los religiosos de la Estancia, comienza una época de gran progreso. Para proveer de agua a las tierras cultivables construyen un Tajamar (1659), el que era provisto por medio de canales subterráneos y acequias que lo alimentaban desde su obra complementaria, LOS PAREDONES. Esta obra hidráulica se complementaba con el MOLINO y luego proveería el riego de las huertas y las quintas. Sus obras arquitectónicas perduran hasta hoy y sus principales construcciones son EL OBRAJE, LA IGLESIA y LA RESIDENCIA. No han quedado rastros pero si referencia de LA RANCHERÍA, donde vivían los esclavos negros y los obreros nativos. La Estancia la administraban dos o tres hermanos estancieros que vivían en la Residencia y tenían a su cargo 300 personas de piel negra en situación de esclavitud para ejecutar las tareas. Junto con las estancias de Caroya, Jesús María, Santa Catalina, La Candelaria y San Ignacio de los Ejercicios dotó de los recursos económicos necesarios para que funcionara el "Colegio Máximo" (luego Universidad de Córdoba, una las primeras universidades americanas y la primera de Argentina) cuya sede original puede visitarse en la llamada "Manzana Jesuítica" de la ciudad de Córdoba. Todos estos conjuntos han sido designados por la Unesco, Patrimonio de la Humanidad. La principal actividad económica de Alta Gracia durante el período colonial fue la agricultura y la ganadería, así como una industria semiartesanal (producción de vinos, harinas, cueros, tejidos de lana, repostería). Los obreros eran mayoritariamente personas en situación de esclavitud, de origen africano, quienes vivían en la ranchería, conjunto de construcciones precarias que ocupaban una manzana en diagonal y hacia el sur de la iglesia. También existían obreros contratados y nativos encomendados. En 1767 son expulsados los Jesuitas de todas las misiones en América y Europa, y sus bienes pasan a ser administrados por una Junta de Temporalidades. Las personas esclavizadas de piel oscura son llevados a Córdoba y la Estancia de Alta Gracia queda prácticamente abandonada. La imposibilidad de administrar la Estancia por la Junta de Temporalidades, hace que la misma se remate en 1773, cuando es vendida en licitación pública.
Luego se suceden varios propietarios siendo uno de los más destacados Santiago de Liniers, Virrey del Río de la Plata. Producida la Revolución de Mayo, Liniers integra una delegación contrarrevolucionaria que desde Córdoba avanza hacia Buenos Aires, en esta muere y la Estancia pasa a manos de los herederos del Virrey, quienes no pueden atenderla ya que eran menores de edad y sus tutores residían en Buenos Aires. Por último, la subastan en agosto de 1820 y el último propietario, José Manuel Solares, quién dispuso a su muerte (1868) el parcelamiento de la estancia y su distribución a "los pobres de notoria honradez" en tanto que la casa principal quedó en manos de Telésfora Lozada. Así nace la villa, en las tierras de la estancia, el Gobierno provincial crea el Municipio, el 14 de enero de 1900 y resulta elegido primer intendente municipal Domingo Lepri. El 28 de junio de 1940, al alcanzar los 10 000 habitantes, Alta Gracia es elevada al rango de ciudad.
Fue favorecida por un clima benigno y la llegada del ferrocarril, que marcó una nueva etapa en su desarrollo. Se construye el Sierras Hotel, que se inaugura en 1908 y comienza la actividad turística en Alta Gracia. Hoy está estrechamente vinculada a Córdoba, en verano es un importante centro turístico a partir del aprovechamiento de sus balnearios y durante todo el año se reiteran las visitas a la Gruta de la Virgen de Lourdes y al conjunto jesuítico que se encuentra en buen estado de conservación y es la única de la provincia que se encuentra en el centro de una ciudad.
El 2 de diciembre de 2000, sus obras arquitectónicas fueron declaradas Patrimonio Histórico - Cultural de la Humanidad por la UNESCO.

## Ubicación geográfica
La ciudad se encuentra ubicada en el corazón del Valle de Paravachasca, distante a 36 km de la ciudad de Córdoba, entre los faldeos orientales de la Sierras Chicas al oeste y la Llanura Pampeana al este.

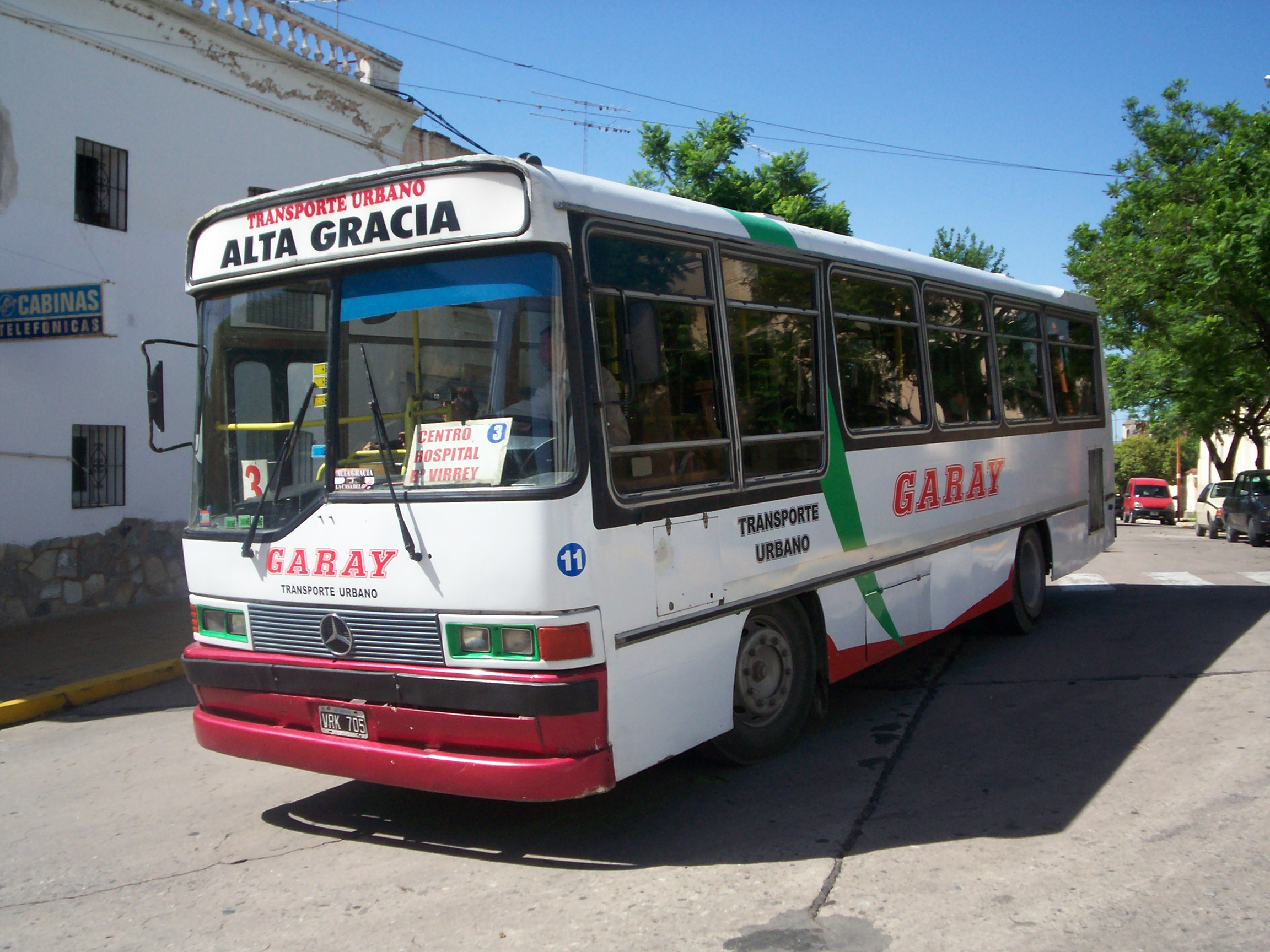
Colectivo urbano de Alta Gracia.

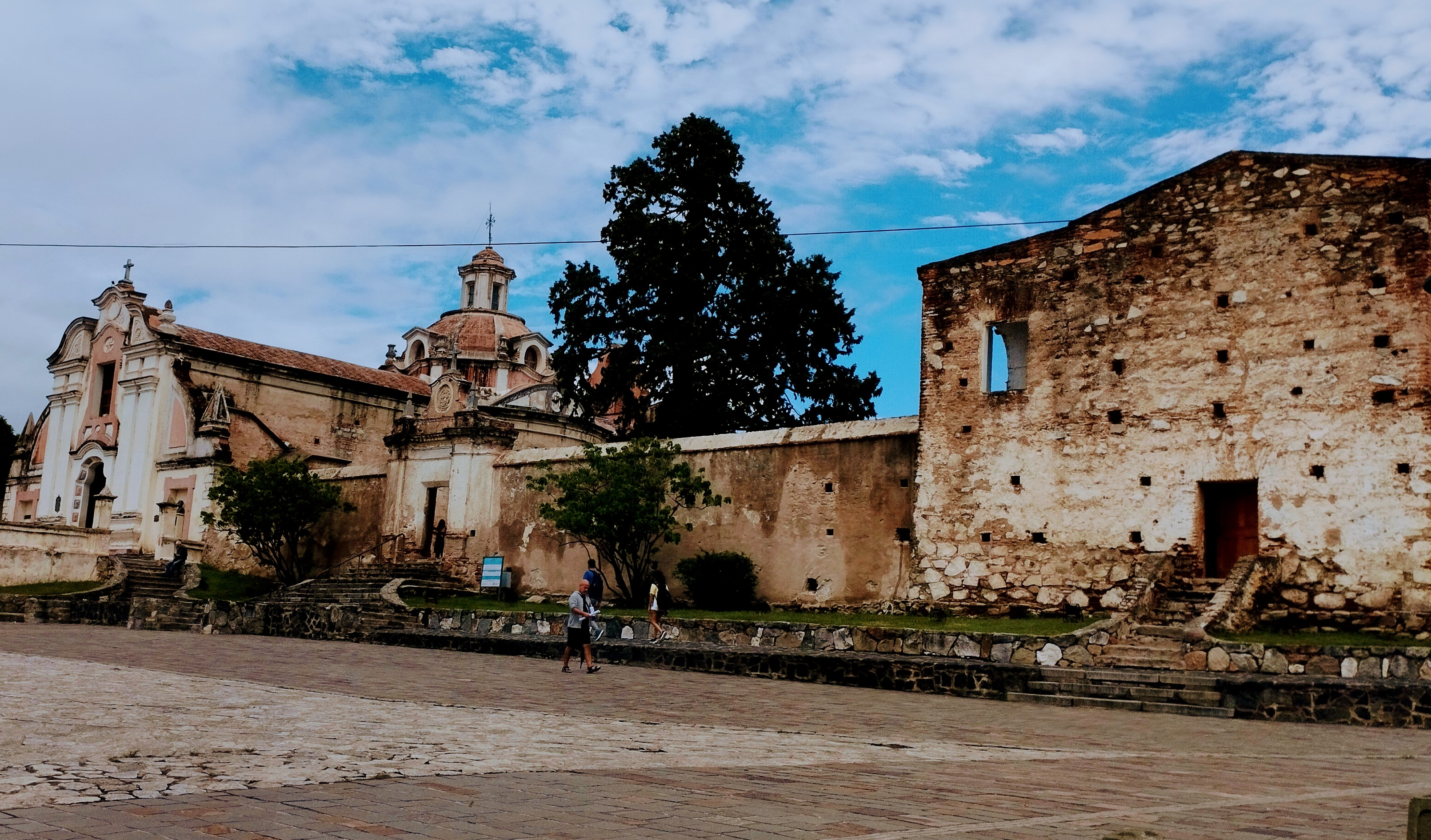
Museo Nacional Estancia Jesuítica de Alta Gracia y Casa del Virrey Liniers

## Demografía

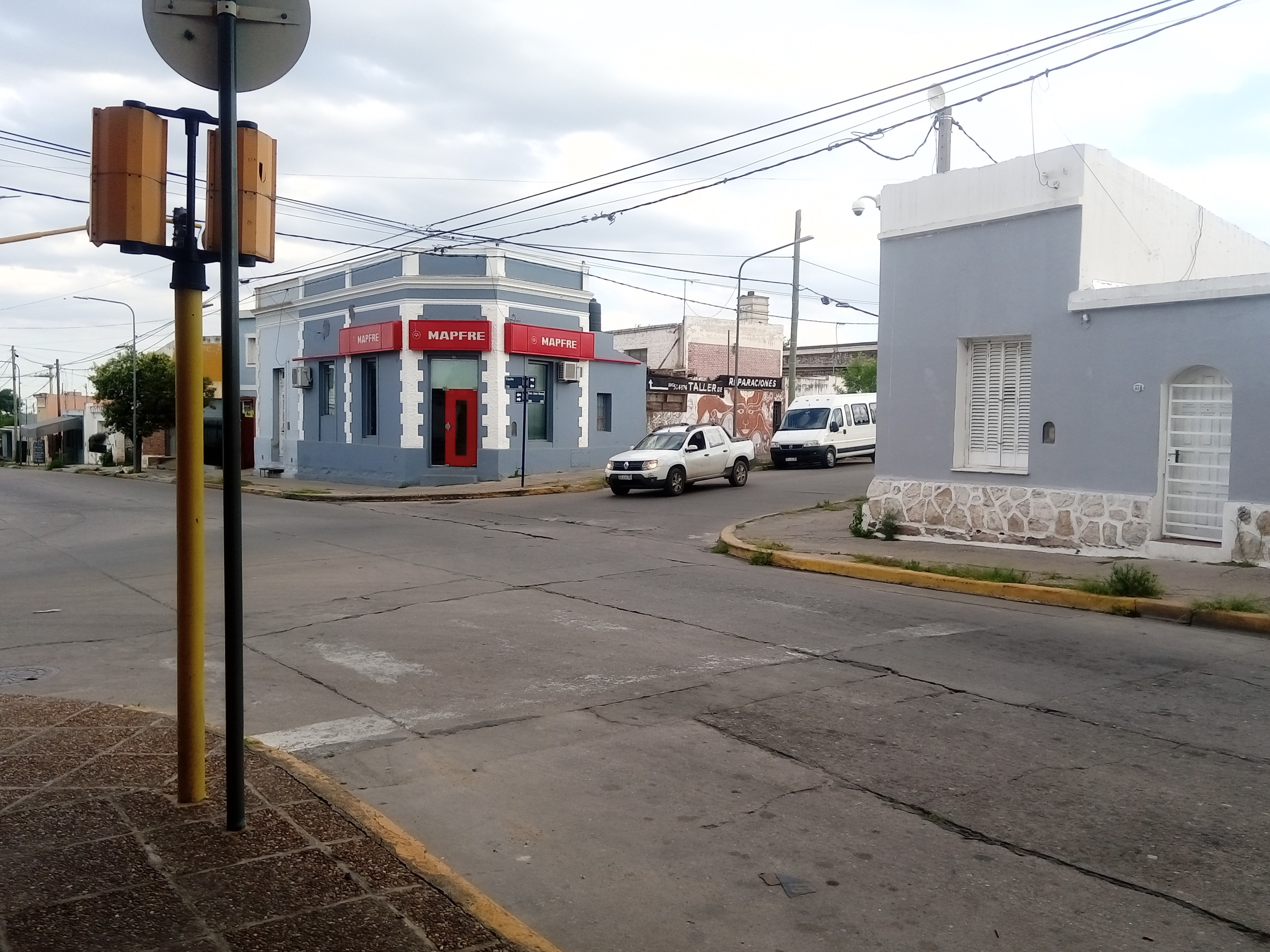
Barrio sur en el interior de la ciudad

Cuenta con 60 373 habitantes (Indec, 2010), lo que representa un incremento del 29,6% frente a los 48 506 habitantes (Indec, 2001) del censo anterior. El censo provincial de 2008 había registrado 46 858 habitantes, con lo que pasó a ser la sexta ciudad de la provincia en orden a la cantidad de población.
| Gráfica de evolución demográfica de Alta Gracia entre 1890 y 2022 |
|                                                                   |
| Fuente: censos nacionales del INDEC                               |

## Geografía

### Clima
El clima de la región ha sido considerado como uno de los más saludables por presentar condiciones ambientales bondadosas, sobre todo en los meses de invierno con gran exposición solar, sequedad del aire, poca nubosidad y escasez de lluvias, todo ello debido a la situación geográfica mediterránea, a su altitud y a la barrera montañosa que a la vez de impedir la acción de los vientos del oeste condiciona las variaciones de la temperatura y la distribución de las lluvias.
En la zona las estaciones se suceden paulatinamente sin presentar a pesar de la situación mediterránea marcadas diferencias entre ellas.
La temperatura máxima media anual es de 25,2 °C y la mínima media anual es de 12,1 °C. La presión barométrica normal es de 960 hPa. Esta región es normalmente un centro ciclonal de baja presión aspirador de vientos, siendo al más predominante el norte, caliente y seco, soplando normalmente con cielo sereno y marcando considerablemente descenso barométrico, el viento sur viene acompañado de altas presiones barométricas, temperaturas bajas, acentuada humedad y notable nubosidad.
La humedad atmosférica es poco frecuente en estas regiones, siendo la humedad relativa anual del 62%, razón por la cual la nubosidad es ínfima.
En la zona la distribución de las precipitaciones es muy irregular, siendo comunes las sequías prolongadas que perjudican en gran medida el desarrollo del agro de la región, generalmente la época de lluvias es de los meses de octubre a marzo culminando en el mes de diciembre, la época menos lluviosa es la comprendida entre los meses de abril a septiembre siendo por lo común el más seco el mes de agosto, en la ciudad la precipitación media anual es de 720 mm.
Finalmente, ateniéndonos a los fenómenos meteorológicos ya vistos y a la clasificación general del clima en la región predomina ampliamente el clima templado continental moderado.
| Parámetros climáticos promedio de Alta Gracia | Parámetros climáticos promedio de Alta Gracia | Parámetros climáticos promedio de Alta Gracia | Parámetros climáticos promedio de Alta Gracia | Parámetros climáticos promedio de Alta Gracia | Parámetros climáticos promedio de Alta Gracia | Parámetros climáticos promedio de Alta Gracia | Parámetros climáticos promedio de Alta Gracia | Parámetros climáticos promedio de Alta Gracia | Parámetros climáticos promedio de Alta Gracia | Parámetros climáticos promedio de Alta Gracia | Parámetros climáticos promedio de Alta Gracia | Parámetros climáticos promedio de Alta Gracia | Parámetros climáticos promedio de Alta Gracia |
| Mes                                           | Ene.                                          | Feb.                                          | Mar.                                          | Abr.                                          | May.                                          | Jun.                                          | Jul.                                          | Ago.                                          | Sep.                                          | Oct.                                          | Nov.                                          | Dic.                                          | Anual                                         |
| --------------------------------------------- | --------------------------------------------- | --------------------------------------------- | --------------------------------------------- | --------------------------------------------- | --------------------------------------------- | --------------------------------------------- | --------------------------------------------- | --------------------------------------------- | --------------------------------------------- | --------------------------------------------- | --------------------------------------------- | --------------------------------------------- | --------------------------------------------- |
| Temp. máx. media (°C)                         | 31                                            | 30                                            | 28                                            | 25                                            | 22                                            | 19                                            | 19                                            | 21                                            | 23                                            | 26                                            | 28                                            | 30                                            | 25.2                                          |
| Temp. mín. media (°C)                         | 18                                            | 17                                            | 16                                            | 12                                            | 9                                             | 6                                             | 6                                             | 7                                             | 9                                             | 13                                            | 15                                            | 17                                            | 12.1                                          |
| Precipitación total (mm)                      | 122                                           | 99                                            | 109                                           | 53                                            | 18                                            | 13                                            | 13                                            | 10                                            | 33                                            | 66                                            | 96                                            | 137                                           | 769                                           |
| [cita requerida]                              |                                               |                                               |                                               |                                               |                                               |                                               |                                               |                                               |                                               |                                               |                                               |                                               |                                               |

#### Flora
Formación del Bosque Serrano que se extiende al oeste como una extensa faja que ocupa el faldeo frondoso y exuberante, y otras en el bajo y achaparrado llegando a desaparecer en partes siendo reemplazado por faldeos rocosos y pelados poblados de gramíneas, carquejas y líquenes.
También se pueden encontrar molles que crecen más altos para mermar en su cantidad disimulados entre los montes y los matorrales del mismo modo que los talas, quebrachos, garabatos, romerillos y guayacanes.
En las faldas de la sierra entre medio de la arboleda que la cubre se puede encontrar tabaquillo, matas de peperina, tomillo, vira-vira, zarzaparrilla y ruda, debajo de las rocas crecen musgos, líquenes y helechos que forman alfombras. Y por último cactos, hongos y plantas silvestres de una gran variedad.
En la llanura aparece la formación espinal, más grande y extensa pero menos desarrollada y achaparrada, encontrándose algarrobos y chañares en gran cantidad y pequeños bosques de jarrillas, espinillos, piquillines, talillas, retamos, duraznillos, poleos, palos amarillos, carquejillas y romerillos.
En las orillas de los cursos de agua, en las regiones húmedas hay sauces, álamos, mimbres, lecherones, colas de caballo, cortaderas, mentas, hierbas buenas, berros, redonditos de agua, etc.
También se pueden encontrar especies de la pampa, gramíneas, rosetas, setillas, yuyos colorados, tolas, yaretas, tomatillos y churquis. En los campos cercanos a las sierras se puede distinguir en ocasiones manchas de montes.
En la zona, especialmente en las sierras, faldeos y quebradas se pueden encontrar hierbas y plantas que tienen aplicaciones médicas.

### Fauna
La fauna de esta zona es de la Región Neotropical, distrito Pampásico-Cordobense que abarca toda la región serrana a lo largo de los faldeos de mediana altura manteniendo las mismas características y determinaciones naturales.
Murciélago, puma, gato montés, zorro, zorrino, hurón, comadreja, vizcacha, ratón, cuis, liebre común, conejo del monte, peludo, quirquincho, cabra domesticada que sus características la hacen natural de esta zona son las especies animales que habitan y caminan en esta zona a las que hay que agregar a las aves representadas por carancho, jote, chimango, lechuza, carpintero, crispín, gallito, caserita, urraca, loro barranquero, catita de las sierras, gorrión, canario, mixto, cabecita negra, corbata, cachirulo, cardenal, monjita, churrinche, viudita, tijerita, hornero, martín-pescador, pijuí, dormilón, jilguero, chingolo, calandria, ratona, picaflor, cuya especie más común es el rundún. Además perdiz del monte: la montaraz y la martineta; Varias especies diferentes de palomáceas, siendo la torcaza la más difundida, teros y varias especies de patos que viven en bañados y estanques de agua de la zona.
Y en la zona serrana hay varias especies de reptiles, la iguana overa, la lagartija verde común, chelcos y varias especies de ofidios como las culebras, la víbora falsa coral, las serpientes yarará y la cáscabel. Y también sapos, escuerzos y ranas
En los arroyos hay diferentes especies de peces entre las que se mencionan las viejas del agua, las mojarras, los bagres y las anguilas, en los lagos y ríos serranos se sembraron los pejerreyes, las truchas, los dientudos y las palometas; Existen también varias especies de caracoles como las babosas, los espirales, las Ampullaria y Pulmonata.

## Economía
La mayor fuentes de ingresos es la actividad agropecuaria en un 40%, el turismo en un 30%, seguido en otro 30% el comercio a nivel zonal. Además hay pequeñas industrias de fabricación de bebidas y de ponchos.
La localidad participa del programa provincial de promoción industrial pero no cuenta con programas propios de promoción a la industria.

## Personas destacadas

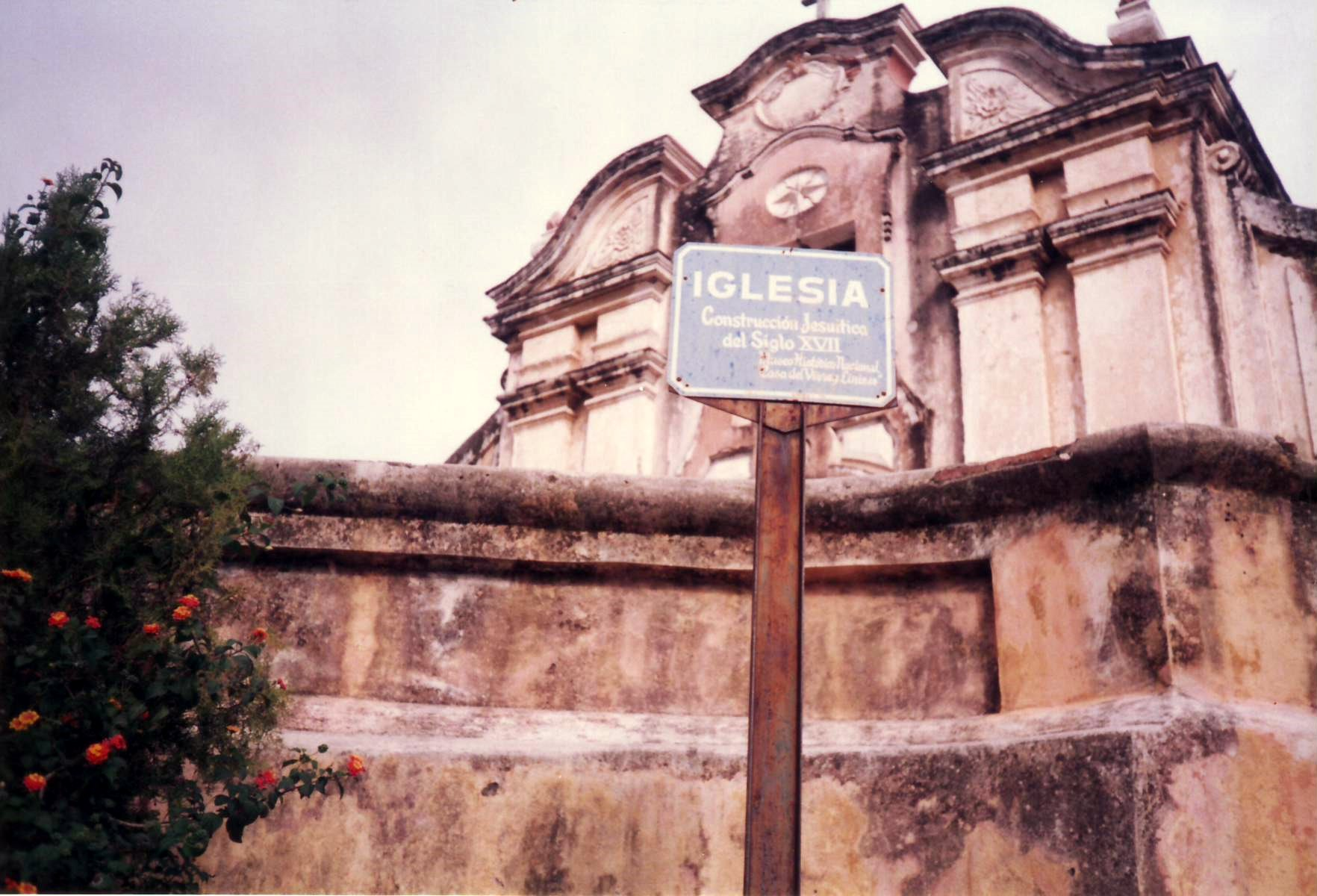
Iglesia Jesuita del, antigua residencia del Virrey Liniers.

- Paul Groussac fue un escritor, historiador, político literario y bibliotecario franco-argentino. Nació en Toulouse, atraído por el clima benéfico de Alta Gracia, transcurre su vida en Argentina hasta su muerte entre Buenos Aires y Alta Gracia.
- Manuel de Falla, compositor español, tuvo su residencia durante varios años (los últimos de su vida) en esta localidad, donde falleció el 14 de noviembre de 1946.
- Ernesto Che Guevara, médico, político y guerrillero revolucionario, tuvo residencia en Alta Gracia durante su infancia.
- Oreste Berta, ingeniero mecánico, preparador de automóviles de competición nacido en Rafaela (Santa Fe), pero de muchos años de residencia en Alta Gracia, donde posee su empresa, Oreste Berta S.A., fabricante de motores de competición.
- Santiago de Liniers, militar español de origen francés que llegó a ser titular del Virreinato del Río de la Plata. Al ser sustituido en su cargo se instala en una antigua estancia jesuítica en Alta Gracia, hoy museo.
- Raúl Barceló, nacido en Alta Gracia, periodista especializado en automovilismo. Pasó por varios medios cordobeses (LV3, Radio Universidad, entre otros) y luego desembarcó en Buenos Aires con programas televisivos como "Coche a la Vista" (ATC), "Desde Boxes Ya!" (América Sports y actualmente en El Garage TV), "Rally" (ESPN +) y "Rally Dakar" (Canal 7), entre otros. En 1993, la ciudad de Alta Gracia lo distinguió como "Hijo Dilecto".
- María Gabriela Díaz (n. 1981), ciclista especializada en BMX, campeona mundial en seis ocasiones. En la competición de los Juegos Olímpicos de Pekín 2008 finalizó quinta, obteniendo diploma olímpico.
- Javier Villarreal, exfutbolista argentino, nacido en Alta Gracia, pasó por importantes clubes como Boca Juniors, Racing Club, y Cerro Porteño, Talleres, entre otros.
- Fabricio Coloccini, exfutbolista y actual entrenador, desarrollo su carrera en diversos clubes importantes y la selección argentina, tiene domicilio en esta ciudad.
- Luis Lima, es conocido como el cantante lírico argentino de mayor trascendencia internacional de su generación, tenor de larga trayectoria, residente ilustre de Alta Gracia desde su retiro en 2001, fecha desde la cual realiza recitales esporádicamente, fue considerado uno de los mejores cinco tenores del mundo, reconocido en Europa por su actuación en las óperas más importantes de este continente.
- Roal Zuzulich, chef reconocido de Córdoba con paso por Francia, Italia, Brasil y Barcelona. Dueño de Herencia Resto ubicado en Alta Gracia, se desempeña en Sibaris como Chef  Ejecutivo y forma parte de la Estancia el Terrón en Mendiolaza.
- Silvio Fernández Carrizo: escritor, heraldista y vexilólogo, creador de la bandera brocheriana la misma llegó al Papa Francisco en el Vaticano en el 2021, recibió la Bendición Apostólica por Su Santidad en 2021. Fundador del Centro de Simbología Argentina, autor de libros editados e libros electrónicos, miembro de la Sociedad Argentina de Escritores.

## Cultura
Alta Gracia cuenta con una diversidad de lugares que el visitante puede conocer y apreciar:

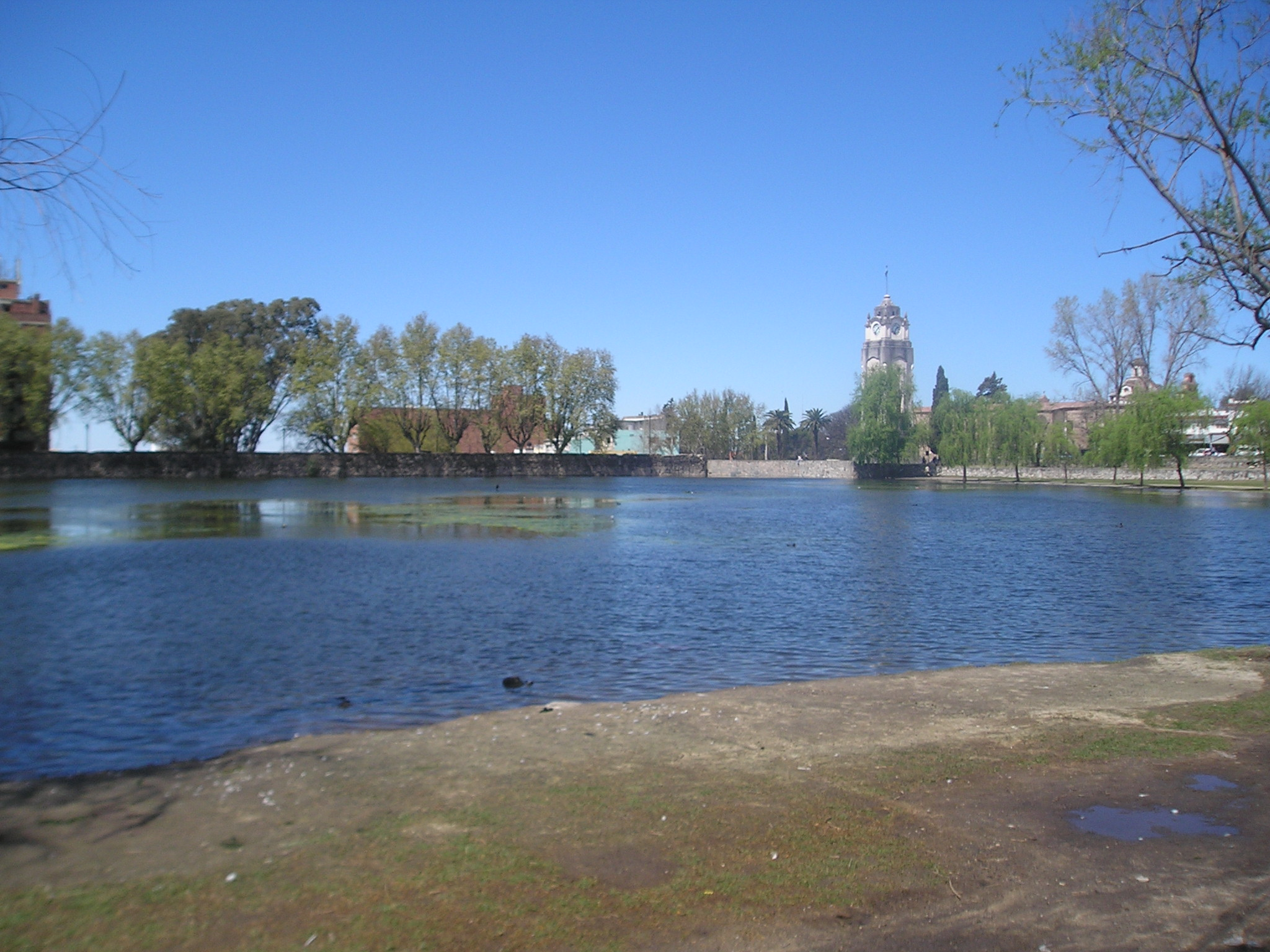
El Tajamar
Es el dique artificial más antiguo de la provincia de Córdoba y fue construido por los Jesuitas en el año 1659. Su caudal de agua permitía el riego de los sembradíos, además del funcionamiento de dos molinos harineros y un batán. Hoy en día es un lugar de encuentro familiar y esparcimiento.

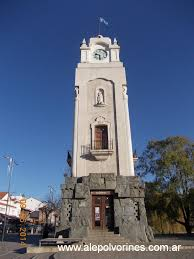
Reloj Público
Fue construido en 1938 con motivo de la celebración del 350° aniversario del otorgamiento de la Merced de las tierras y representa el paso del tiempo y las etapas históricas de la ciudad.
La base del monumento de piedra tosca y adornos simbólicos representa las raíces indígenas de Paravachasca, nombre con que los comechingones denominaron a la región y que significa en lengua aborigen lluvia a destiempo o vegetación enmarañada.
En el cuerpo del edificio se evoca al período hispánico mediante arcos, balcones y revestimiento rústico. En sus aristas se observan las esculturas del indio, el conquistador, el misionero y el gaucho, obra ejecutada por Troiano Troiani en homenaje a los que forjaron nuestra historia.
La Virgen de la Merced, patrona de la ciudad, ha sido colocada en una hornacina en el frente del monumento. La torre culmina con el reloj eléctrico con campana de bronce que suena cada hora y a cada media hora, cuyas cuatro esferas se orientan hacia los puntos cardinales. La construcción de la Torre Reloj testimonia la búsqueda de la tradición local y la aspiración de la vanguardia progresista.

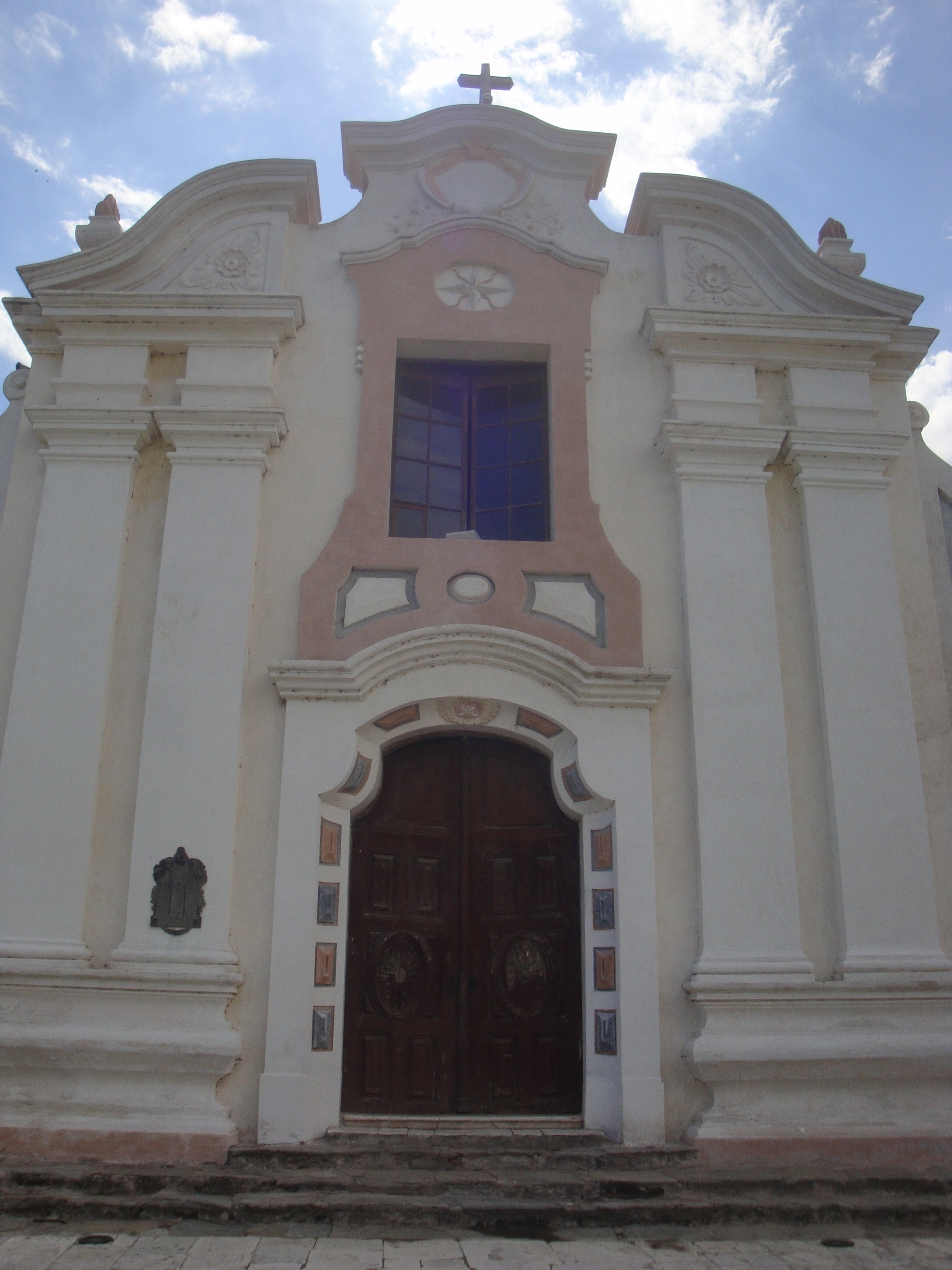
Parroquia Nuestra Señora de la Merced
Diseñada por Andrés Blanqui, arquitecto de la Orden Jesuítica y responsable de la mayoría de las obras coloniales más prestigiosas de la Argentina, el santuario es una verdadera joya del barroco colonial que corona el ala sur del complejo. Única en el país por su fachada sin torres, posee un perfil de curvas interrumpidas y pilastras apareadas que rememoran el barroco italiano tardío. En su interior exquisitamente ornamentado, se destacan el retablo del altar mayor con sus columnas salomónicas y el púlpito tallado en madera, debajo de la bóveda.

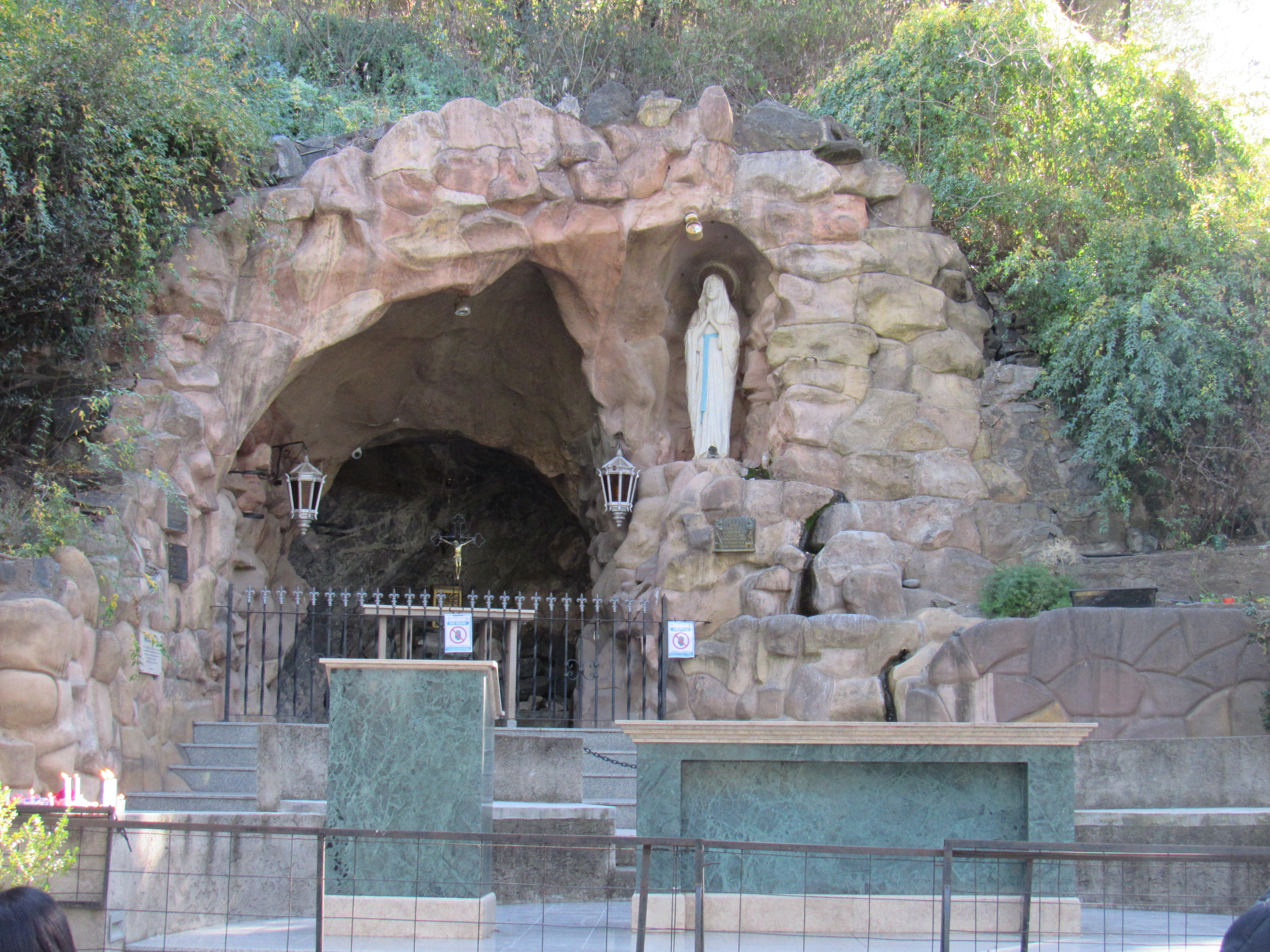
Gruta Nuestra Señora de Lourdes
Se encuentra a sólo 3 km del centro de la ciudad y fue construida entre 1915 y 1916 por contribución de la gran inmigración francesa de la época. Una década después, con estilo colonial, se erigió la capilla que la secunda.
Desde septiembre de 2011 se registra un fenómeno en la hornacina del retablo que capta la adhesión de miles de fieles.
La idea y realización se debe a dos mujeres de Buenos Aires: Guillermina Achával Rodríguez y Delfina Bunge de Gálvez quienes, deseando testimoniar su gratitud a la Virgen de Lourdes de Francia por un favor recibido, intentaron reproducir en suelo argentino una copia de la que habían visitado en los Pirineos.
En la Gruta, de piedra natural, se ha levantado todo un predio ideal para el recogimiento y la oración. Una estatua de mármol blanco, obra del escultor Héctor Rocha, representa a la Virgen María en actitud de las apariciones. Fuera de la Gruta está Bernardita de rodillas y en actitud de oración. También hay un amplio predio con bancos para el descanso y escuchar misa.

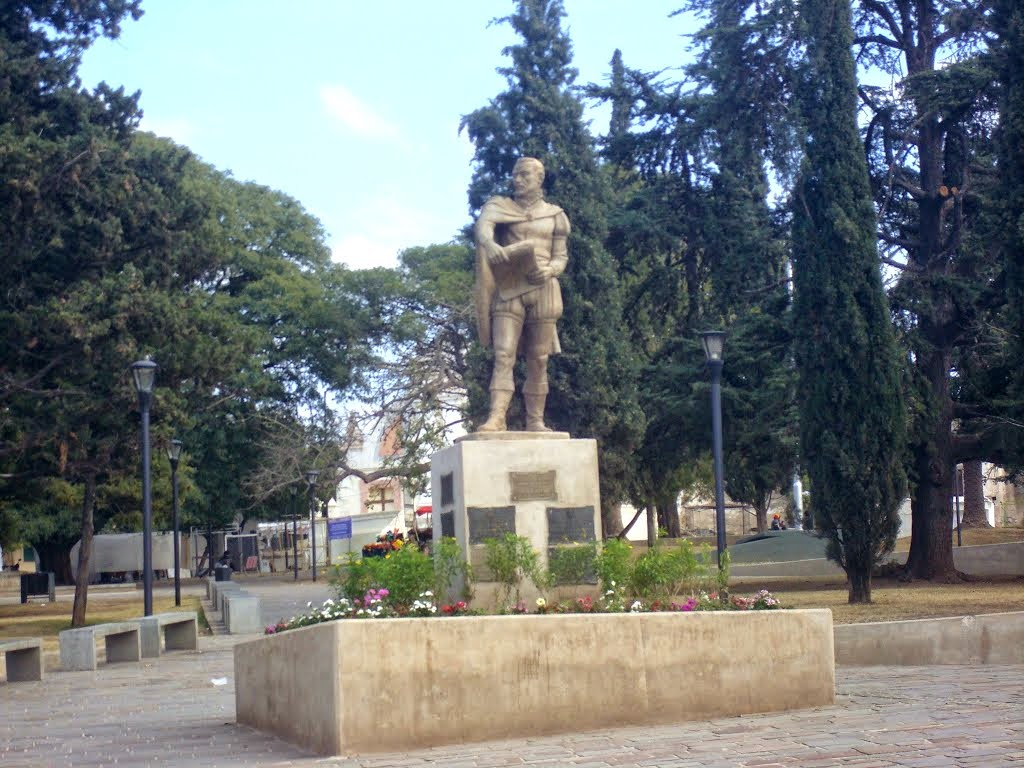
Plaza Manuel Solares
El espacio que hoy lleva el nombre de plaza Solares tiene su origen en el deslinde de tierras que conformaban la Estancia de Alta Gracia, prevista por orden testamentaria a la muerte de José Manuel Solares (1868).
Uno de sus primeros usos fue lugar de recepción de viajeros que traían mercancías en carretas para intercambiar en la zona.
Desde entonces ha sido un tradicional lugar de encuentro de los pobladores y visitantes de Alta Gracia, integrándose totalmente al núcleo urbano de la ciudad.
Hoy día, la plaza Solares cuenta con un gran follaje de árboles añejos que envuelven al visitante en este espacio que fue refuncionalizado recientemente.
Sierras Hotel

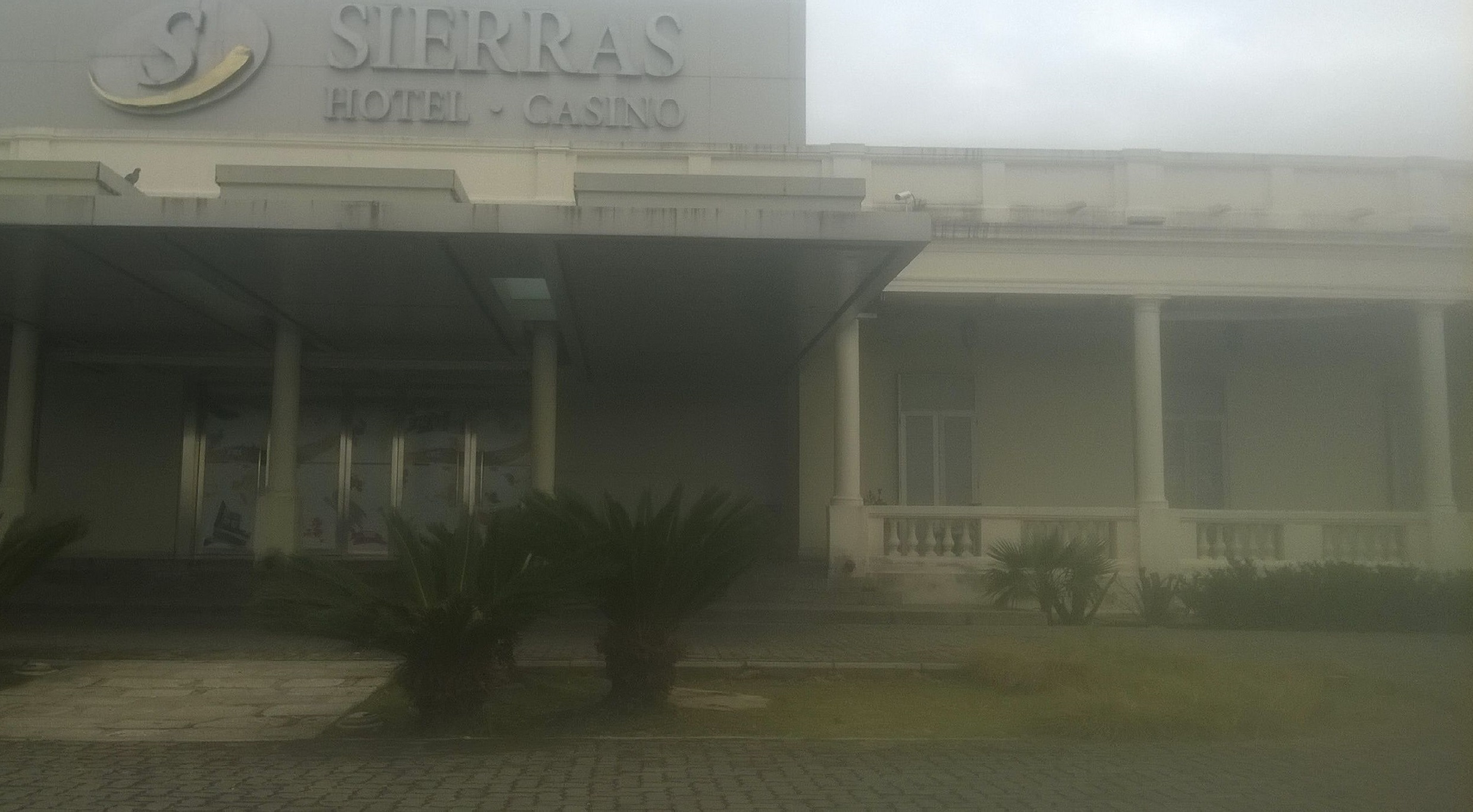
Sierras Hotel de Alta Gracia

Construido en la primera década del siglo XX, fue el primer Hotel Casino de la República Argentina. El edificio y sus parques conservan la majestuosidad del estilo inglés y por sus galerías se trasladaron las más famosas personalidades en su época.
Habiendo iniciado sus actividades en el año 1908, rápidamente se convirtió en un polo de atracción para el turismo y el esparcimiento, como así también en destacado referente nacional e internacional de actividades culturales, científicas y sociales.
Parque Federico García Lorca

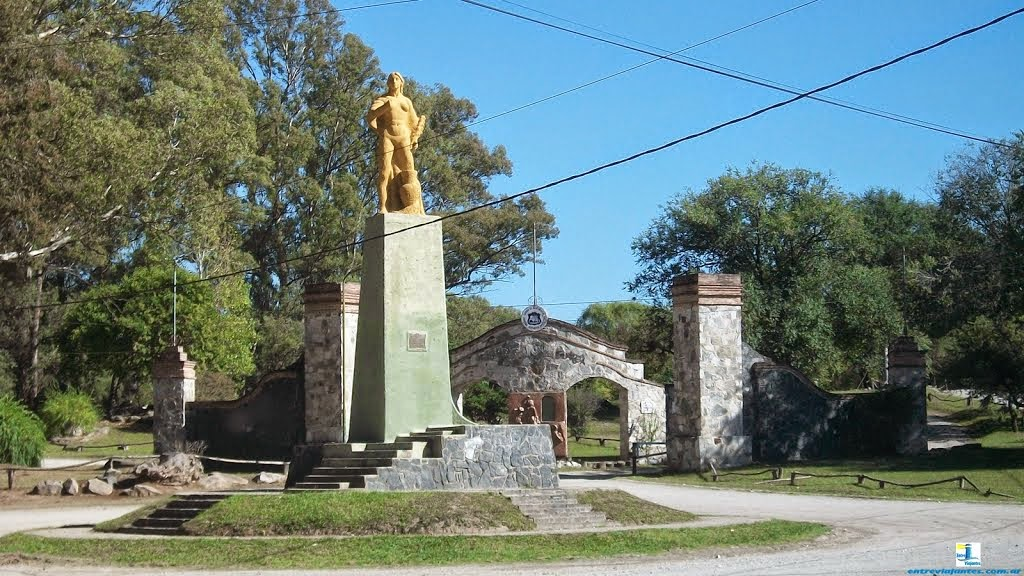
Parque García Lorca

Es un extenso y bello parque natural que conserva la fauna y la flora autóctona. Es un lugar de descanso y esparcimiento que cuenta con pileta olímpica y campamento. Dentro del parque se encuentra el Circuito de Bicicrós, cuyas instalaciones cumplen con las exigencias de competencias internacionales.
Primer Paredón, La Hornilla y Los Paredones

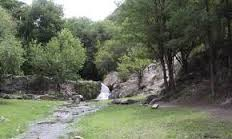
Primer Paredón en Alta Gracia

A 4 km del centro de la ciudad, esta obra complementaria del Tajamar contenía al arroyo en diferentes niveles. Muy cerca se encuentra La Hornilla, uno de los hornos de cal utilizados por los Jesuitas.

### Museos
Museo Nacional Estancia Jesuítica y casa del Virrey Liniers

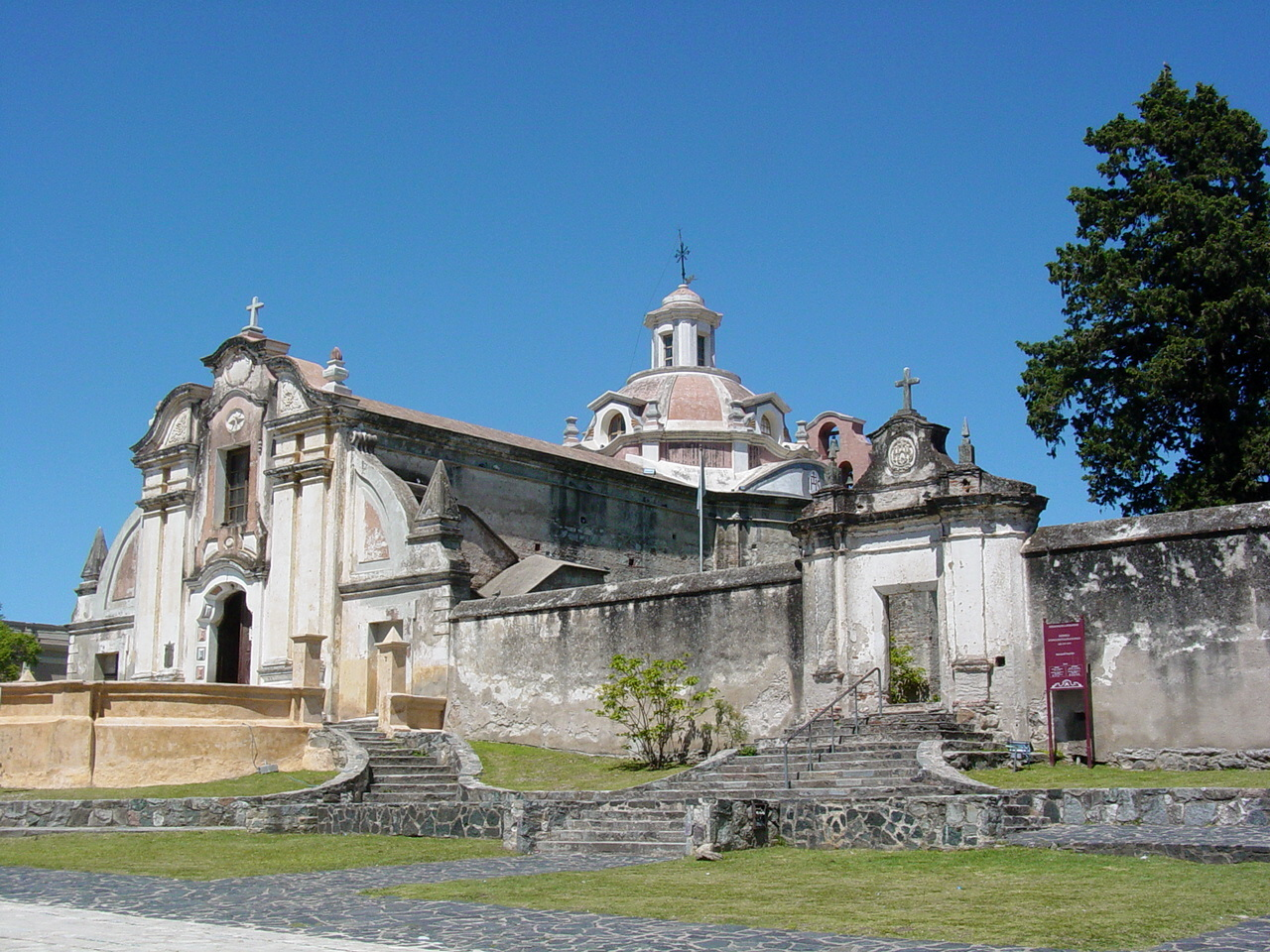
Museo Estancia Jesuítica y Casa del Virrey Liniers

El Museo Estancia Jesuítica de Alta Gracia y Casa del Virrey Liniers, dependiente de la Secretaría de Cultura de la Nación tiene su sede en la antigua residencia jesuítica del siglo XVII, que integraba el casco de la Estancia de Alta Gracia. En 1810 fue propiedad de Don Santiago de Liniers.
La importancia del museo radica fundamentalmente en su valor arquitectónico que se preserva fiel a la estructura original. En la actualidad el Museo cuenta con diecisiete salas de exposición permanente, las que han sido ambientadas de acuerdo a los modos de vida de cordobeses y especialmente de los serranos durante los siglos XVII, XVIII y XIX. Cabe aclarar que esta Residencia fue declarada Monumento Histórico Nacional en 1941, y que expropiada en 1968, se iniciaron los trabajos de restauración en 1971. El 26 de agosto de 1977 se inauguró oficialmente.
En 1986, por su intensa labor cultural y educativa recibió de la Secretaría de Cultura de la Nación el Primer Premio en el Concurso “El Museo Más Activo del País”
El 2 de diciembre del año 2000 fue declarada, junto a la Manzana Jesuítica y a las otras estancias jesuíticas de la provincia de Córdoba, Patrimonio de la Humanidad por UNESCO.
Museo Manuel de Falla
Ubicado en el Chalet "Los Espinillos", el museo es el más antiguo de Alta Gracia, se habilitó al público oficialmente el 14 de noviembre de 1970. Se trata de la casa donde vivió sus últimos 4 años el célebre músico y compositor español Manuel de Falla y donde murió el 14 de noviembre de 1946. Se exhiben en sus salas objetos personales, muebles, fotografías, partituras de sus obras, esculturas y pinturas que homenajean su memoria y el minipiano inglés "The Eavestaff" que usaba el compositor. Es un museo muy activo, ya que en su programación anual se incluyen conciertos, charlas y teatro.

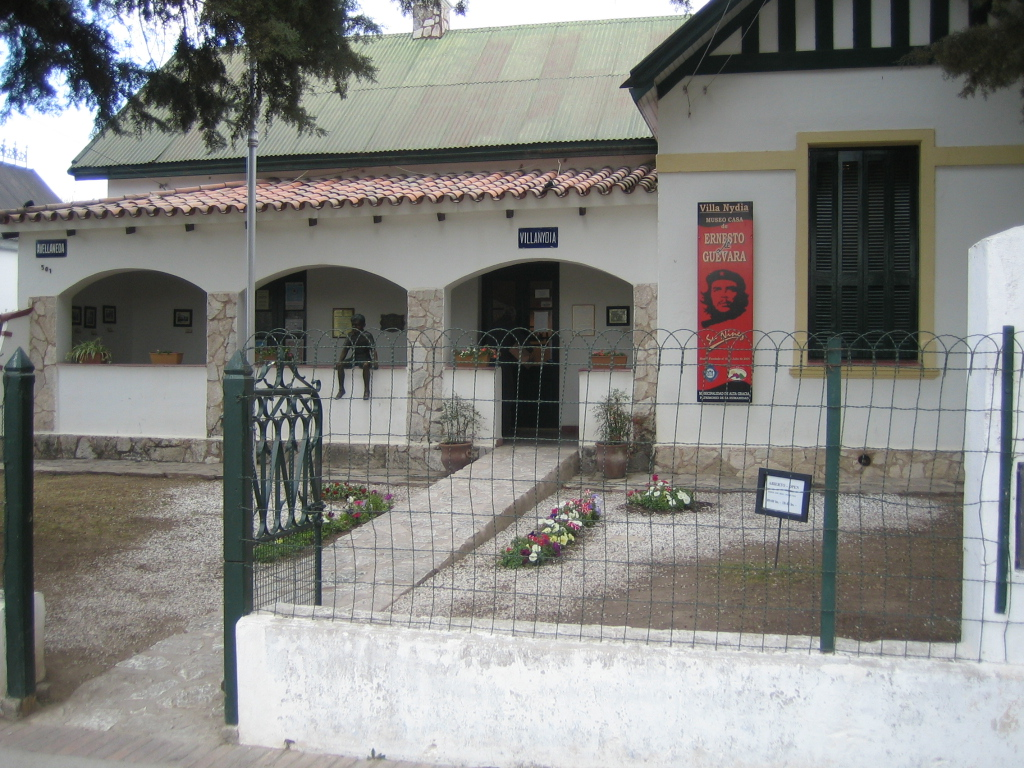
Museo Casa del Che
Este museo abrió sus puertas el día 14 de julio de 2001. Villa Nydia es el nombre de la casa de estilo inglés en la que vivió la familia Guevara de la Serna. Desde el momento de su apertura, los habitantes exhiben fotografías, cartas, documentos y objetos simbólicos de la infancia y adolescencia de Ernesto Che Guevara.  En el museo, se realizan espectáculos de luz y sonido.

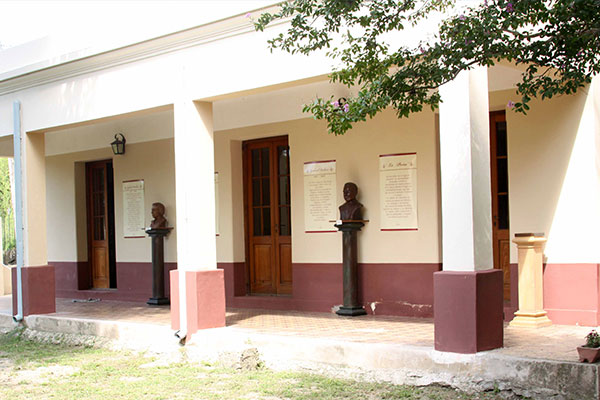
Museo de Arte Gabriel Dubois
Gabriel Simmonet, nombre artístico y conocido en el mundo del arte como “Gabriel Dubois” quien fuera un escultor excelente formado en Francia con Carrier Belleuse junto a Augusto Rodin.
En el museo se exhiben obras de arte Europeas y latinoamericanas. La propiedad de la vivienda, las obras de arte y moldes fueron donados por la Nieta del artista para que puedan ser exhibidos y sirvan para la propagación de las demostraciones artísticas desde su taller.

### Festividades

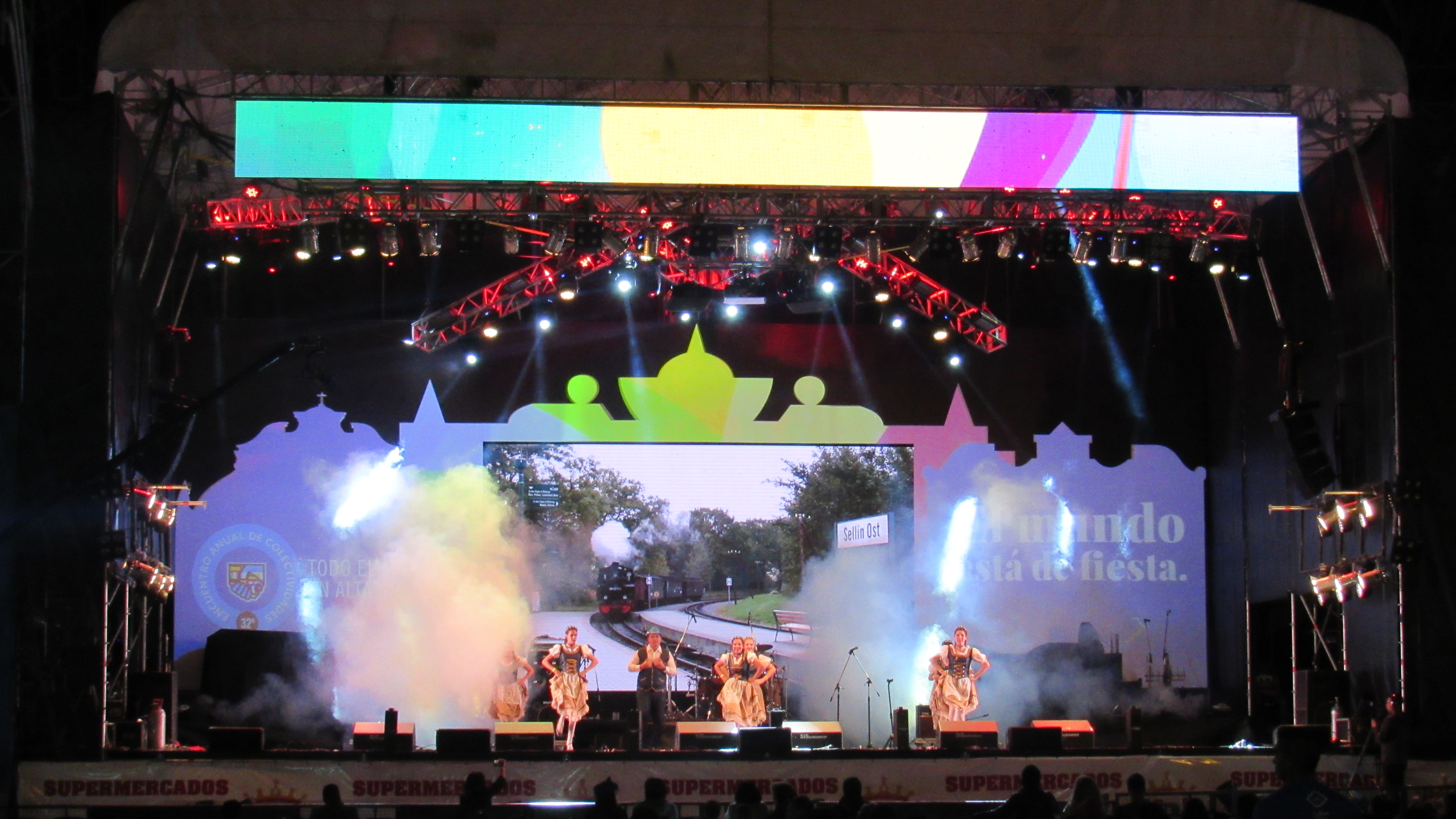
Encuentro Anual de Colectividades

El Encuentro Anual de Colectividades durante 6 días de febrero, grupos representantes de diversos países se reúnen en la ciudad para ofrecer sus comidas típicas, danzas, ropas y tradiciones. 
Mionca es un evento de food truck que se lleva a cabo el fin de semana previo al comienzo del Encuentro de Colectividades. Se realiza en el parque del Sierras Hotel y durante los tres días de duración; los visitantes pueden degustar de diferentes platos, bebidas y postres de la mano de los carros gurmé además de disfrutar de espectáculos en vivo.
Peperina es un festival gastronómico llevado a cabo en el mes de abril. Tiene tres días de duración y por lo general coincide con Semana Santa. Dura tres días y durante estos, referentes de la cocina locales, provinciales y nacionales dictan clases magistrales interactuando con el público, además de la feria de expositores y el patio de comidas. Este evento ocupa el predio del polideportivo municipal y la pista atlética Juan Turri.
El Fogón Gaucho se realiza en los primeros días de abril, agrupaciones gauchas locales y de la provincia se reúnen para celebrar el aniversario de la ciudad.
La Semana del Che: en junio se realizan conferencias, encuentros, torneos de ajedrez y golf destinados a conmemorar la personalidad del revolucionario.
La Procesión de fieles al santuario Virgen de Lourdes. Fieles de todas partes de la provincia; año tras año realiza una típica caminata desde la ciudad de Córdoba Capital, donde miles de personas realizan sus promesas a la virgen.
El Festival Manuel de Falla, en noviembre como homenaje al músico español se organizan concursos literarios, de pintura y un encuentro coral.

## Instituciones
Entre las principales instituciones educativas existentes en Alta Gracia cabe mencionar una de las sedes del Instituto Universitario Aeronáutico (IUA).
En Alta Gracia se encuentra la base de operaciones de Compañía Central Aérea Escuela de Vuelo. Empresa dedicada a la formación de pilotos y el mantenimiento de aeronaves y motores.
También esta ciudad cuenta con una activa institución, el Centro Filatélico y Numismático Alta Gracia (CEFyNAG), que nuclea a los coleccionistas de monedas, billetes y sellos postales de la región, organizando diversos eventos como la Exposición Nacional de Filatelia del año 2012 y su Jornada de Canje Filatélico y Numismático que se desarrolla todos los años en noviembre, así como variadas muestras de distintos rubros coleccionables. 
Existen también ONG locales como Fortalecer para Crecer, que trabaja por los derechos de los niños con síndrome de Asperger, y la Fundación Natura, una ONG ambientalista dedicada a la conservación ambiental y ecosistémica.[cita requerida]

### Educación
En la ciudad funcionan establecimientos educativos de todos los niveles. Hay jardines de infantes, primarias y secundarias. La Escuela Superior de Turismo "José Fernando Ferrari" otorga títulos Terciarios de Técnico en Turismo y es sede de la Licenciatura en Turismo de la Universidad Provincial de Córdoba. La Escuela Normal Superior de Alta Gracia (ENSAG) provee carreras docentes de nivel terciario y hay una sede de la Universidad Siglo XXI y un CED de la Universidad Blas Pascal, de gestión privada y además en él se dictan distintos cursos.
Por otro lado, la Municipalidad de Alta Gracia por medio de la Dirección de Educación dicta cursos de capacitación y talleres de diferentes temáticas. 
Además hay instituciones dedicadas a brindar educación a estudiantes con capacidades diferentes, posee una escuela, la Escuela Especial Carolina Mosca, dedicada a niños sordos y ciegos y un instituto, el Instituto Educativo Paulina Domínguez, dedicado a niños con discapacidades. Existen también Escuelas de Adultos para la terminalidad primaria y secundaria: Escuela Nocturna General Martín Miguel de Güemes y CENMA (Centro de Enseñanza de Nivel Medio para Adultos) respectivamente.
Alta Gracia cuenta con muy reconocidas instituciones educativas religiosas como el Instituto Nuestra Señora de la Misericordia, el Instituto El Obraje con educación para los niveles inicial, primario y secundario y la Escuela Adventista Ing. Walter Hein de nivel inicial y primario.
Como así también destacadas instituciones privadas laicas como los son el Colegio Anglo Americano, el Instituto Manuel de Falla y el Instituto Padre Domingo Viera.

### Medios de comunicación
La ciudad posee diarios, tales como Resumen de la Región, diario Tortuga, Sumario, Alta Info Noticias, Mi Valle y Canal 2 Noticias, pero además posee varias radios FM. Mientras que el servicio de televisión por cable está operado por la empresa Tajamar que provee el canal local y acceso satelital a distintas señales nacionales e internacionales. También es una ciudad que tiene, al menos, seis portales de información; la mayoría de ellos de amplia llegada a los pobladores tanto de Alta Gracia, como de todo el departamento Santa María.

## Gobierno
En cumplimiento del sistema federal de Argentina, Alta Gracia divide sus poderes en tres: El Ejecutivo, el Legislativo y el Judicial. El Ejecutivo está a cargo del intendente, cuyo mandato es de cuatro años y secundado por un equipo de colaboradores, viceintendente y secretarios. El Legislativo a cargo del Concejo Deliberante presidido por el viceintendente y un Tribunal Administrativo de Faltas que se encarga de impartir justicias ante eventuales violaciones a las leyes locales por parte de los ciudadanos.
La seguridad está a cargo de la Policía cordobesa, que en la ciudad posee una comisaría y dos subcomisarías y de la Policía de Tránsito, que está bajo la órbita de la propia Municipalidad

## Deportes
Alta Gracia cuenta con diversas actividades deportivas entre las cuales se destacan:
El balonmano, o deporte de balonmano que tiene gran referencia en la ciudad con el equipo municipal tanto masculino y femenino distinguido nacionalmente. Además de este equipo, se encuentra el Colegio AngloAmericano con su equipo. Ambas instituciones se encuentran en la liga cordobesa.
El fútbol, en este deporte se destaca la liga de fútbol infantil que cada fin de semana es disfrutada por miles de niños. También hace su aporte la Asociación Deportivo Norte es el club de fútbol más importante de la ciudad, milita en la Primera división de la Liga Cordobesa de Fútbol. Y por último la Liga de la Asociación Anglo Viejo es una de las ligas locales de gran trascendencia con sus torneos cortos y largos.
El golf, contando con dos canchas de 18 hoyos: Alta Gracia Golf Club y Potrerillo de Larreta. En Alta Gracia se destacó Estanislao Goya, llegando al Tour Europeo.
El basquetbol se distinguen los dos equipos más importantes: La Asociación Deportivo Norte, Club Colon,ambos en la liga cordobesa.
El hockey es uno de los últimos deportes en implementarse. Alta Gracia Rugby Club posee el equipo de hockey más importante de la ciudad. Se desarrolla en la modalidad de cancha de tierra/césped, aunque pronto el club contará con una cancha de césped sintético. Este deporte se lleva a cabo por los centros vecinales.
El vóley tiene un referente: Los Andes, club que milita en la liga de Córdoba. 
En el rugby, el Alta Gracia Rugby Club es el referente local en esta actividad deportiva y milita en la liga de rugby de Córdoba.
También se practica automovilismo en la localidad, cuenta con el Autódromo Oscar Cabalén, autódromo que recibe anualmente a categorías nacionales de automovilismo.
En los últimos años los nuevos deportes aéreos como la acrobacia en telas y el polesport han crecido notablemente, actualmente compitiendo a nivel nacional e internacional en ambas disciplinas. 

### Predios deportivos
- Pista Atlética Juan Adolfo Turri predio deportivo utilizado para competencias atléticas y utilizado para el Encuentro de Colectividades Anualmente.
- Polideportivo municipal, situado en el mismo predio de la pista atlética, utilizado para competencias deportivas que exigen un predio indoor como los partidos de Balonmano oficiales.
- Estadio Hugo Roberto Vázquez. Estadio de fútbol de la Asociación Deportivo Norte. Con capacidad para 1000 personas.
- Pileta olímpica municipal. Piscina Outdoor utilizada para competencias anuales y escuelas de verano, ubicada en el predio del Parque García Lorca.
- Pista de BMX. Circuito montado en el parque García Lorca, utilizadas para competencias profesionales tanto de los torneos provinciales como fechas nacionales.
- Canchas de Basquetball: en esta categoría se destacan 3 estadios del deporte. Indoor: Asociación Deportivo Norte y Club Colon, en tanto que en Outdoor se encuentra la cancha del Centra Basquetball Club.
- Voleyball: La cancha del Club Atlético Los Andes, Indoor es la utilizada para competencias oficiales del equipo.
- Estadio Outdoor de Handball: Situado en el Predio del Parque Infantil, utilizado por el equipo municipal en encuentros provinciales, capacidad para 300 personas.

## Terminal
| Empresa                    | Destinos provinciales | Destinos nacionales |
| -------------------------- | --- | ------------------- |
| Sarmiento                  | - Córdoba - Villa del Prado - Villa Parque Santa Ana - Los Cedros - Falda del Carmen - Villa Carlos Paz - Malagueño                                                 |                     |
| Serranita                  | - Anisacate - Valle de Anisacate - La Bolsa - Villa Los Aromos - La Serranita - Villa San Isidro - José de la Quintana - Los Molinos - Despeñaderos - Rafael García |                     |
| Sierras de Calamuchita SRL | - Crucero Alta Gracia - Villa del Prado - Villa Parque Santa Ana - Los Cedros - Córdoba                                                                             |                     |

### Utilizada
- PLAN DE ORDENAMIENTO URBANO Y TERRITORIAL DEL MUNICIPIO DE ALTA GRACIA. Gobierno de la ciudad de Alta Gracia. Archivado desde el original el 31 de mayo de 2016. Consultado el 5 de mayo de 2016.
- Alta Gracia. ieralpyme. Archivado desde el original el 6 de agosto de 2016. Consultado el 5 de mayo de 2016.
- Análisis de sitios
- Censo Provincial de Población 2008